# Dresser-Formation
Die Dresser-Formation ist die abschließende Formation der zur Warrawoona Group gehörenden Talga Talga Subgroup in Westaustralien (Pilbara-Kraton). Mit einem Alter von 3490 bis 3480 Millionen Jahren BP stammt sie aus dem Paläoarchaikum. Ihre Unterkante markiert als erster GSSP die Grenze zwischen Isuum und Vaalbarum (Paläoarchaikum-Mesoarchaikum-Grenze). Die Formation enthält die ältesten bekannten Makrofossilien in Form von Stromatolithen und weiteren Hinweisen auf mikrobielles Leben.

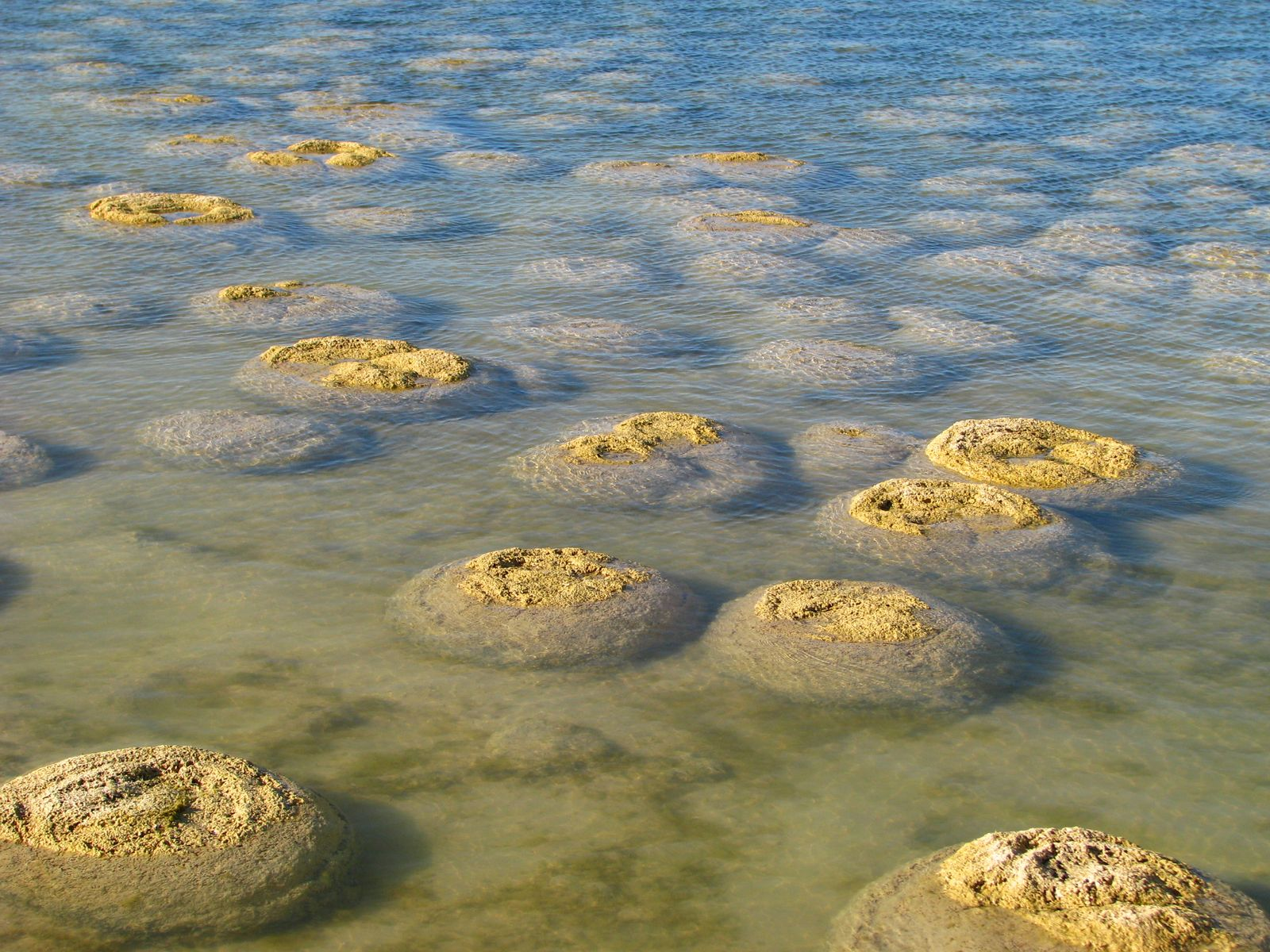
Rezente Stromatolithen im Yalgorup-Nationalpark in Westaustralien

## Vorkommen
Die Dresser-Formation tritt nur in einem 25 Quadratkilometer großen Gebiet im Panorama-Grünsteingürtel des East Pilbara Terrane auf. Sie bildet hier Teil der domartigen Aufwölbung des North Pole Dome. Als Kranz konzentrischer Hügel umgibt sie in einem Durchmesser von 14 Kilometer die zentrale Intrusion des 3460 bis 3420 Millionen Jahre alten North Pole Monzogranite. Bedingt durch die Intrusion fallen die Schichten relativ flach nach außen.

## Stratigraphie
Die Dresser-Formation folgt konkordant auf die Kissenlaven des North-Star-Basalt. Sie wird ihrerseits diskordant vom Mount-Ada-Basalt oder der Duffer-Formation (beide Coongan Subgroup) überlagert. Seitwärts korreliert sie mit der McPhee-Formation.
Die etwa 1000 Meter mächtige Dresser-Formation beginnt mit einer 4 bis 60 Meter mächtigen sedimentären Chertlage, die von Spinifex-führenden Metabasalten unterlagert wird. Die Metabasalte sind intensiv hydrothermal verändert worden und werden im Zentimeter bis hin zum Kilometerbereich von unzähligen Adern aus schwarzer und grauer Kieselsäure, Kieselsäure mit Baryt sowie Baryt durchsetzt. Hierzu gesellt sich Pyrit in unterschiedlichen Proportionen.
Die fossilienführende Chertlage wird vorwiegend aus grauen, weißen, schwarzen und örtlich auch roten Cherts aufgebaut. Sie enthält mächtige, oft meterdicke Horizonte aus grobkristallinem Baryt, die sowohl konkordant als auch diskordant zur Schichtung auftreten. Es folgen Konglomerate und Sandsteine sowie Karbonate und Stromatolithlaminate.
Darüber legen ich dann saure und mafisch/ultramafische Vulkanoklastika sowie die Hauptmasse der aus komatiitischen Kissen-Basalten und Doleritlagergängen bestehenden Formation. In die Kissenbasalte sind bis zu vier weitere, linsenförmige Chert ± Baryt ± Karbonat ± Jaspis-Lagen eingeschaltet.

## Fossilgehalt
Im Fossilbericht stellt die Dresser-Formation die älteste Formation dar, in welcher Makrofossilien zu erkennen sind. Es handelt sich um Stromatolithen, die innerhalb der Chert-Baryt-Einheit erstmals auftreten. Die Stromatolithen besitzen gefältelte Laminierung und zeigen Stratiform- (Matten-), Säulen-, Dom- und Kegelstrukturen. Die Kegelstrukturen treten in Chert auf und zeichnen sich durch feinsäuberliche Schichtung aus, die sogar als Rippeln organisiert sein kann. Die Interpretation dieser Strukturen als Stromatolithen biogenen Ursprungs wird aber nach wie vor nicht von allen Autoren geteilt – so werden sie beispielsweise als Stromatoloide oder mögliche Stromatolithen bezeichnet oder als rein anorganische, durch Verformungsprozesse (Faltungen) entstandene Bildungen dargestellt.
Ferner finden sich in geschichteten Mikriten Klasten mit laminiertem, kohlenstoffreichen Material, die als erodierte Mikrobenmatten gedeutet werden. Zu einem ähnlichen Ergebnis kommen auch Noffke und Kollegen (2013), die in ihrer ausführlichen Untersuchung der Sedimentstrukturen der Dresser-Formation einen Großteil der vorgefundenen Strukturen als von Mikroben verursacht (engl. microbially induced sedimentary structures oder abgekürzt MISS) interpretieren. Die vorgefundene Bandbreite der Strukturen ordnen sie einem Sabcha-Ablagerungsmilieu zu, das sie weiter in ein subtidales, tidales und supratidales Environment unterteilen. Überdies können sie einen Lagunen- und Barrenbereich (engl. barrier shoal) erkennen.
Dunlop und Kollegen (1978) konnten in der Dresser-Formation auch kohlenstoffhaltige Sphäroide und Filamente beschreiben, die sie ebenfalls als Mikrofossilien interpretierten – wohingegen Buick (1990) bei dieser Sichtweise zu Vorsicht rät. In den Kieselsäure-haltigen Adern unterhalb der Chert-Barit-Einheit konnten von Ueno und Kollegen ebenfalls kohlenstoffhaltige Filamente ausfindig gemacht werden, deren Biogenizität aber ebenfalls umstritten ist. Dennoch deuten Flüssigkeitseinschlüsse von Methan auf mikrobielle Methanerzeugung hin.

## Ablagerungsbedingungen
Van Kranendonk und Kollegen (2008) deuten die Dresser-Formation als Ablagerungen in einer subsidenten untermeerischen Caldera über einer aufdringenden Magmenkammer. Hydrothermale Prozesse spielten hierbei eine sehr bedeutende Rolle. Als alternative Ablagerungsmilieus wurden ruhige Lagunen oder mittelozeanische Rücken vorgeschlagen. Gegen das Lagunenmodell sprechen die zahlreichen tektonischen Störungen der Dresser-Formation. Dem Milieu der ozeanischen Rücken widersprechen die erlittenen, auf Säure-Sulfatreaktionen beruhenden hydrothermalen Veränderungen, sowie die nachweislichen Flachwasser- bis Oberflächenbedingungen und das Vorhandensein vulkanischen Materials.
In der Dresser-Formationen wechseln ruhige Ablagerungsbedingungen, in denen Eisen-reiche Karbonate ausgefällt wurden, mit unruhigen Perioden intensiver Hydrothermaltätigkeit und Förderung saurer Vulkanite ab. Die unruhigen Zeiten werden ferner von tektonischer Instabilität und  der Entstehung von Wachstums-Verwerfungen (engl. growth faults) geprägt.
Die Karbonatfällung erreichte ihren Höhepunkt unter Flachwasserbedingungen (bis hin zu gelegentlichem Trockenfallen) – ideale Voraussetzungen zum Heranwachsen der Stromatolithen. Hierauf begann die Hauptphase der Calderabildung, die mit einer sehr starken Zirkulation hydrothermaler Flüssigkeiten einherging. Es bildeten sich grobe Konglomerate und Verwerfungsblöcke, die Sedimente wurden zum Teil im noch unverfestigten Zustand verformt und auch eine Erosionsdiskordanz entstand. Der endgültige Kollaps der Caldera resultierte schließlich in der Sedimentation von Sandsteinen und mikritischen Karbonaten.

### Hydrothermale Veränderungen
Die abgesunkenen Liegendblöcke der Dresser-Formation wurden hydrothermal sehr stark verändert. Bereiche mit propylitischen (Vergrünung), argillitischen und vorangeschrittenen argillitischen Umwandlungen (Neubildung von Tonmineralen) deuten auf unter heißer Wasserdampfeinwirkung erfolgte Säure-Sulfat-Reaktionen im flachmarinen Bereich. Die Umwandlungstemperaturen erreichten 250 bis 300 °C an der Basis, jedoch nur noch 50 bis 80 °C an der Oberfläche, an der hydrothermaler Aragonit ausgefällt wurde. Die Kristallisation des Baryts erfolgte durch mehrere Hydrothermalpulse sowohl in Adern des veränderten Liegendbereiches als auch als Karbonatverdrängung in der Sedimentabfolge. Evaporative Sulfatfällung ist nur selten zu beobachten – es werden aber Gipsrosetten unterhalb der Stromatolithen vermutet.

## Metamorphose
Bedingt durch das Aufdringen des North Pole Monzogranite erlagen die Gesteine im Zentralbereich des North Pole Dome einer Metamorphose, die unter den physikalischen Bedingungen der Amphibolitfazies ablief. Weiter außerhalb wurden nur die Bedingungen der Prehnit-Pumpellyit- bis Grünschieferfazies verwirklicht.

## Datierung
Thorpe und Kollegen fanden in Bleiglanz der Chert-Baryt-Einheit mit Hilfe der Blei-Blei-Methode ein Alter von 3490 Millionen Jahre BP. Van Kranendonk und Kollegen (2008) konnten für einen vulkanoklastischen Sandstein ein Alter von 3481 Millionen Jahre BP ermitteln, wobei das Herkunftsgebiet der Klasten ein Bildungsalter von 3525,3 ± 1,8 Millionen Jahre BP aufweist.

## Bedeutung
Die Dresser-Formation enthält zusammen mit der etwas älteren Coucal-Formation die ältesten, am besten erhaltenen und nur schwach metamorphosierten Vulkanite und Sedimentgesteine der Erde. Die angetroffenen Stromatolithen- und Mikrobenmattenstrukturen machen sie zur ältesten Formation des Fossilberichts, in der mit sehr großer Wahrscheinlichkeit zum ersten Mal primitives Leben erscheint. Aus diesem Grund wird die Unterkante der Dresser-Formation auch als erster GSSP zur Markierung der Paläoarchaikum-Mesoarchaikum-Grenze vorgeschlagen. Die nächst jüngeren Stromatolithen finden sich im Strelley Pool Chert der Warrawoona Group und die nächst jüngeren Mikrobenmatten in der rund 3200 Millionen Jahre alten Moodies Group in Südafrika. Gesicherte Filamente und Sphäroide gesellen sich ab dem Strelley Pool Chert hinzu – die Funde im Apex Chert des Apex-Basalt sind jedoch nach wie vor umstritten (Brasier-Schopf-Debatte).